# 粒状斑

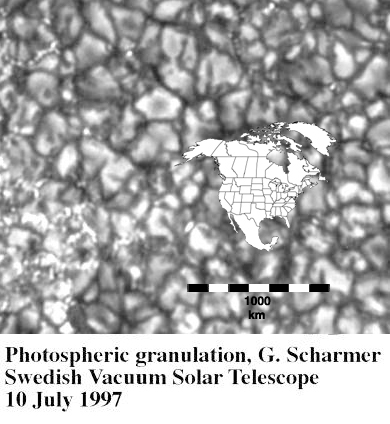
粒状斑と北アメリカ大陸の大きさの比較

粒状斑（りゅうじょうはん、granule）とは、太陽光球面に見られる対流模様。穀物の粒 (grain) を敷き詰めたように見えることが名前の由来である。
鍋の中の味噌汁のように、液体を加熱するとベナール・セルと呼ばれる丸い模様がたくさんできるが、太陽の光球を構成しているガスも下層から運ばれる熱によって対流しているため、太陽面全体にこのベナール・セルが現れている。
粒状斑の直径はおよそ1000kmと小さいため、大きな望遠鏡を使わないと観測できない。一つの粒状斑の寿命は8分程度である。

## ギャラリー

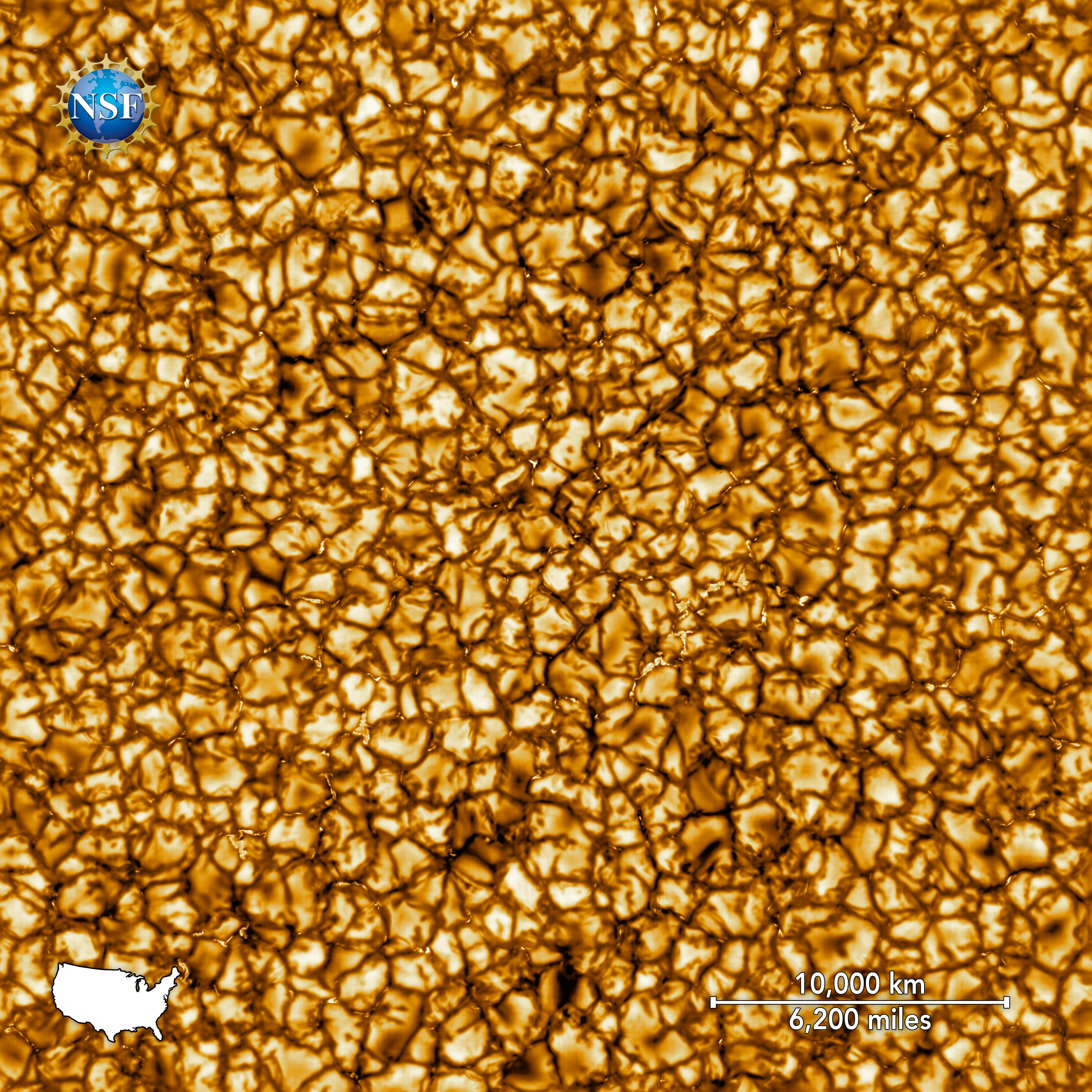
粒状斑
- 粒状斑動画